# Wolf-Herbert Deus
Wolf-Herbert Deus (* 9. Juni 1904 in Königs Wusterhausen; † 23. Januar 1983 in Soest) war ein deutscher Archivar.

## Leben
Deus absolvierte 1930/31 die Ausbildung für den Höheren Archivdienst am Preußischen Institut für Archivwissenschaft in Berlin-Dahlem. Er wurde 1928 in Graz zum Dr. phil. promoviert und war von 1935 bis 1945 am Stadtarchiv Breslau tätig. In NS-Zeit war er Sippenforscher. Von 1946 bis 1969 war er städtischer Oberarchivrat in Soest. In dieser Zeit hat er grundlegende Editionen zur Soester Geschichte aus Aufzeichnungen von Bürgermeister Franz Goswin von Michels veröffentlicht. Bereits 1951 erschien unter dem Titel Pacta Ducalia seine Quellensammlung zur Soester Fehde. Er schrieb auch eine Kleine Soziologie der Soester zur Zeit Friedrich des Großen. Im Jahr 1955 veröffentlichte er genealogische Stammtafeln von Soester Geschlechtern des Land- und Stadtadels und setzte sie in Stammlisten um. Er edierte auch das Ratswahlbuch für die Zeit zwischen 1417 und 1751 unter dem Titel Die Herren von Soest. Das umfangreiche Werke umfasst dabei über 1800 Namen und umfasst unterschiedliche städtische Gremien.

## Schriften (Auswahl)
- Vom Kaiserreich und Antichrist. Ludus de Antichristo erneut. Bärenreiter, Kassel 1932, OCLC 231512736
- Stammlisten der bergischen Familie Deus. Breslau 1935, OCLC 72605098
- Die Soester Fehde. Festschrift der Stadt Soest zum 500. Jahrestage der Beendigung der Soester Fehde am 27. April 1949. Verlag Ritter, Soest 1949, OCLC 720345882
- Soester Chronik. Zugleich Bericht der Stadtverwaltung Soest über die Zeit vom 1. April 1942 bis 31. März 1948. Mocker & Jahn, Soest 1951, OCLC 836533571
- Kleine Soziologie der Soester zur Zeit Friedrichs des Großen. In: Soester Zeitschrift. 64 (1952), S. 5–58, ZDB-ID 512124-3.
- Die Herren von Soest. Die Stadtverfassung im Spiegel des Ratswahlbuches von 1417 bis 1751. Festschrift der Stadt Soest zum 70. Geburtstag ihres Ehrenbürgers D. Dr. Schwartz, Bürgermeister von 1948 bis 1952. Mocker & Jahn, Soest 1955, OCLC 174394966
- Scheibenkreuze in Soest, auf Gotland und anderswo. Mocker & Jahn, Soest 1967, OCLC 263202855